# Bojo Jinul
Bojo Jinul (izgovorjava v slovenščini: /bodžo činul/, korejsko: 보조지눌 ali v tradicionalnem sistemu pisanja: 普照知訥), korejski menih, * 1158, † 1210. 
Živel je v času vladanja dinastije Gorejo. Reformiral je budizem. 

## Življenjepis
Bojo Jinul se je rodil leta 1158, z rojstnim imenom Jeong. Pri 15 letih je zapustil svojo družino in pričel svoje šolanje za menih. Pri 24 letih je naredil izpit za meniha, ki je v tistem času veljal na narodni ravni; ta izpit mu je tako odprl vrata do višjih položajev v budistični religiji. Kljub temu se za poklic ni odločil, temveč je odšel v tempelj Bojesa v Pjongjang, kjer se je udeležil zbora skupnosti Seon. Tam je udeležencem predlagal, da bi ustvarili budistični center, kjer bi lahko posvečali svoj čas razvoju t. i. samadhi (meditacija) in prajni (modrost). Ker se na njegove predloge niso odzvali, je odšel v tempelj Cheongwonsa, kjer je preučeval številna besedila, med njimi tudi Platform Sutra. Kmalu zatem je sledilo njegovo prvo prebujenje s ponovno željo po ustanovitvi budističnega centra. Preselil se je v tempelj Bomunsa, kjer je prebral celo Tripitako (skupek budističnih svetih besedil) in se zatem posvetil še Avatamsaka sutra za naslednja tri leta; med branjem enega izmed poglavij je doživel svoje drugo prebujenje. Ustvaril je budistični center »The retreat community of samadhi and Prajna«. Center je vodil naslednja tri leta, dokler ni doživel popolnega prebujenja po branju The record of Dahui. Zatem je živel normalno budistično življenje brez večjega izpostavljanja.
10 let pred smrtjo je življenje posvetil poučevanju treh tipov meditacij;
“Seongjeok deungjimun” (korejsko: 성적등지문), “Wondon sinhaemun" (korejsko: 원돈신해문; vera in razumevanje, glede na končana in trenutna učenja) in “Ganhwa gyeongjeolmun" (korejsko: 경절문; krajši način pristopanja k Hwadu – načinu meditacije). Poučeval je preko psalmov, kesanja in dharma pričevanj, glede na zmožnost posameznika. Umrl je leta 1210, med enim izmed svojih pričevanj.

## Nauk
Bojo je v času svojega življenja iznašel budistični center »The retreat community of meditation and wisdom« v Suseonsa Templu. Ta skupnost se je zavzemala za obnovitev treh temeljnih praks, ki so nastale iz treh učenj; zaznave, meditacije in modrosti. Filozofija, ki je navdahnila to skupnost prihaja iz Bojovih treh prebujenj.
Njegove glavne ideje so se zavzemale za:
- Komuniciranje lastnih misli. Sam je trdil, da učenje sestavljajo besede, spregovorjene s strani svetega, medtem ko je Seon tisto, kar so na nas prenesli naši učitelji.

- Preporod budizma na podlagi meditacije in modrosti, ter nov način gojenja budizma.

- Uvede prakticiranje religije glede na sposobnosti posameznika.

- Bil je prvi menih, ki je vključil prakse Dahuija Kanhuachana.[2]

- Formuliral je pravila Seona.

Seon ali Seon Budizem (korejsko: 선/ 禪) je korejsko ime za Chan Budizem, ki je veja Mahajana Budizma, ki ga v zahodnih državah pogosto poznamo pod imenom Zen Budizem. Seon je torej le način izgovorjave Chan Budizma. Glavna karakteristika Seon Budizma je uporaba meditacije, Ganhwa Seon (korejsko: 간화선/看話禪), ki te nenadoma pripelje do Prebujenja. V Chan Budizmu je Hwadu ugotovitev naravnega stanja prebujenja in na podlagi tega nastane Jinulova teorija, da je hwadu ugotovitev pravega pomena vsakdanjega življenja.
Gyo, korejsko ime za Hwaeom študijo, je nasproten Seonu in s počasnim negovanjem z branjem svetih tekstov in strokovnega razumevanja Hwaeom Sutre vodi do prebujenja.
Jinul je igral veliko vlogo ravno zaradi tega, ker je združil nasprotni šoli in celo trdil, da je harmonija med Gyo in Seon najpomembnejša za pridobitev najboljšega med dvema nasprotujočima si poloma naše osebnosti. Seon je naravni, duhovni del, ki deluje svobodno, medtem ko Gyo temelji na konstruktivnih teorijah. Jinul je trdil, da za to da lahko postaneš Buda ali pa Budo v celoti razumeš, moraš združiti oboje. V primeru, da eno od omenjenih prevlada, pride do prevlade, ki uniči harmonijo.  

## Dela
- Advisory writing on the Retreat Community of Meditation and Wisdom (Gwonsu jeonghye gyeolsamun)[2];
- Moguja’s Secret of the Practice of the Mind (Moguja susimgyeol)[2];
- Straight Talk on the True Mind (Jinsim jikseol)[2];

- Admonitions to Beginning Students (Gyecho simhak inmun)[2];
- Exposition of the New Translation of the Avatamsaka Sutra Vol.3 (Hwaeomnon jeoryo)[2];
- Excerpts from the Dharma Collection and Special Practice Record with Personal Notes (Beopjip byeolhangnok jeoryo byeong ipsagi)[2];
- Essay on the Complete and Sudden attainment of Buddhahood(Wondon Seongbullon)[2];
- Studies of Ganhwaseon (Ganhwa gyeoruiron)[2];
- Essential Approaches to Recollecting the Buddha (Yeombul yomun)[2];
- A Selection of the Platform Sutra of the Sixth Patriarch (Yukjo dangyeong balmun)[2].

Napisal je tudi Jinul’s Formal Dharma Lectures (Sangdangnok) in Verses of Dharma and Moguja’s Poems, ki so bile izgubljene. Uspel je razrešit dolgotrajen argument med Seon in Doktrinarnimi šolami, kar je peljalo v Seonovo sprejemanje le-teh. Iznašel je nov sistem Seon poučevanja, kot je tudi predstavljeno v njegovi knjigi.